# Monolocale
Un monolocale è un appartamento, solitamente di modeste dimensioni, costituito da una singola stanza adibita a cucina, soggiorno, sala da pranzo, studio e camera da letto, e da un servizio igienico.